# Бронников, Кир Иванович
Кир Иванович Бронников (?—?) — русский путешественник к святым местам (1820—1821).
Крепостной крестьянин графа Дмитрия Николаевича Шереметева, Кир Бронников, был уроженцем и жителем села Павлово Горбатовского уезда Нижегородской губернии.
В 1820—1821 гг. совершил вместе с отставным лейб-гвардии конного полка поручиком Егором Бессаровичем паломничество по Святой Земле, святым местам Востока и Африки, а затем побывал на Афоне.
В 1824 году в Москве в типографии С. И. Селивановского была издана книга «Путешествие к Святым местам, находящимся в Европе, Азии и Африке, совершенное в 1820 и 1821 годах села Павлова жителем Киром Бронниковым».